# Звезда-80
«Звезда-80» (англ. Star 80) — американский художественный фильм, поставленный режиссёром Бобом Фосси и ставший его последней работой.
Фильм вышел в прокат 11 ноября 1983 года, а в 1984 году вошёл в основную программу 34-го Берлинского кинофестиваля (вне конкурса).

## Сюжет
Фильм основан на реальных событиях. Дороти Страттен — школьница, «лицо обложки» Playboy-80, успевшая стать «девушкой американской мечты». Ловкий авантюрист Пол Снайдер приметил её и помогал в самом начале пути наверх.

## В ролях
| Актёр            | Роль             |
| ---------------- | ---------------- |
| Мэриел Хемингуэй | Дороти Страттен  |
| Эрик Робертс     | Пол Снайдер      |
| Кэрролл Бейкер   | мать Дороти      |
| Клифф Робертсон  | Хью Хефнер       |
| Роджер Рис       | Арам Николас     |
| Дэвид Кленнон    | Геб              |
| Джош Мостел      | частный детектив |

## Отзывы
Американский кинокритик Роджер Эберт поставил фильму максимальную оценку, назвав его важным, «поскольку он подносит зеркало к частице мира, в котором мы живём, и помогает увидеть его более ясно». Критик отметил также сильную игру актёрского состава.
Кинокритик Сергей Кудрявцев в свой книге кинорецензий «3500» писал:

Американский критик Леонард Молтин, не приняв фильм Боба Фосси, обвинил его в своего рода «вуайеризме», то есть подглядывании за чужой интимной жизнью. Вообще-то постановщик максимально деликатен в подобной щепетильной истории, а тем более далёк от смакования пикантных подробностей из жизни моделей «Плейбоя». Шведский оператор Свен Нюквист, уже продемонстрировавший, помимо работ Ингмара Бергмана, тонкий вкус и такт, например, на съёмках публичного дома в картине «Прелестный ребёнок» Луи Маля, очень красиво и по-настоящему высокохудожественно снял привлекательную Мэриел Хемингуэй, в том числе — в обнажённом виде, воспев удивительную красоту женского тела. Другое дело, что главной героине не так уж сильно сочувствуешь, и в драме прекрасной блондинки, которая раньше времени и не по своей воле ушла из жизни, не видишь нервной обострённости, наэлектризованности и обнажённости, ранимости беззащитной души, словно выставленной напоказ, как это было мастерски и с болью выражено тем же Фосси в «Ленни».